# 김춘방
김춘방(1953년 5월 21일 ~)은 대한민국의 성우이다. 1979년 MBC CM에 입사했으며, 현재는 MBC CM 3기이다. 문화방송 성우극회 소속. 1985년 MBC 연기대상에서 공로상을 수상했다.

## 주요 출연작품

### 광고
- 큐닉스 프린터 (큐닉스 컴퓨터)
- 마레몬떼 (엘칸토)
- 한진임대아파트 (한진건설)
- 공룡알
- 한마음호취항 (현대중공업)
- 현대성우리조트
- 한화종합화학
- 오가피파인 (신양)
- 일본어뱅크
- 오복별100간장 (오복식품)
- 언론중재위원회
- 윤선생파닉스 (현대영어사)
- 유한킴벌리
- 동아전과 (동아출판사)
- OB맥주
- 프로월드컵 (동양고무)
- 레이드 (한국존슨)
- 메디락비타 (한미약품)